# Scindapsus
Scindapsus é um género botânico pertencente à família Araceae.

## Espécies
- Scindapsus aureus
- Scindapsus ceramensis
- Scindapsus hederaceus
- Scindapsus marantifolius
- Scindapsus splendidus